# 班卡西拉
印尼武术是起源於印度尼西亞的传统武術。印尼武术允許一方用武器攻擊另一方，還可以通過击打、擒拿、投掷和搏击等方式攻擊對方。一方可以用身体的任何一個部位去攻擊另一方。
2019年12月12日，联合国教育、科学及文化组织将印尼武术列入人类口述和非物质遗产代表作名录。

## 译名
印尼傳統武術“Pencak Silat”一词是由印尼语“pencak”和“silat”两个词组合而成的。“pencak”一词在爪哇地区较为常用，而“silat”一词在西苏门答腊和马来西亚更为普遍。“pencak silat”作为一个整体词组，自1948年起被用来统称印尼境内发展起来的各种传统武术流派。
在印尼、马来西亚、新加坡，當地中文媒体多将“Pencak Silat”翻译成「印尼武术」或「印尼拳」，或有音译「奔紥西叻」或「碰扎」等。中国大陆、香港、台湾另有常见音译名「班卡西拉」，如2016年在中华民国内政部立案成立的「中華民國班卡西拉協會」。然而「班卡西拉」一词亦常作为印尼建国五项原则“Pancasila”的音译名。此外也有「班卡蘇拉」等譯名。